# The U.S. vs. John Lennon (album)
Pour les articles homonymes, voir The U.S. vs. John Lennon.
Albums de John Lennon
Working Class Hero: The Definitive Lennon
(2005) Gimme Some Truth
(2010)
The U.S. vs. John Lennon est la bande originale du documentaire Les U.S.A. contre John Lennon. Il reprend un certain nombre de titres enregistrés entre 1968 et l'assassinat du chanteur en 1980. Le film se focalisant sur les engagements politiques de John Lennon, les chansons présentes sur l'album sont pour la plupart des textes engagés.

## Liste des chansons
Toutes les chansons sont de John Lennon sauf mention contraire
1. Power to the People
2. Nobody Told Me
3. Working Class Hero
4. I Found Out
5. Bed Peace (John Lennon, Yoko Ono)
6. The Ballad of John and Yoko (Lennon/McCartney)
7. Give Peace a Chance
8. Love
9. Attica State (live inédit de 1971)
10. Happy Xmas (War Is Over) (Lennon, Ono)
11. I Don't Wanna Be a Soldier Mama
12. Imagine
13. How Do You Sleep? (version instrumentale)
14. New York City
15. John Sinclair (live)
16. Scared
17. God
18. Here We Go Again
19. Gimme Some Truth
20. Oh My Love (Lennon, Ono)
21. Instant Karma!